# Paléolithique moyen
Le Paléolithique moyen est la période de la Préhistoire qui succède au Paléolithique inférieur ; il débute vers 350 000 ans environ avant le présent, et s'achève vers 45 000 ans AP, avec le début du Paléolithique supérieur.

## Définition
Le début du Paléolithique moyen est défini par le passage des différentes espèces humaines de la planète aux industries lithiques dites de mode 3, qui succèdent à l'industrie acheuléenne, dite de mode 2. Ce passage se fait progressivement, sur plusieurs dizaines de milliers d'années, et à des époques plus ou moins décalées d'une région à l'autre et d'un continent à l'autre.
En Afrique comme en Europe, le Paléolithique moyen débute autour de 350 000 ans avant le présent, et s'achève en Afrique comme en Europe autour de 45 000 ans AP, avec le passage aux industries lithiques dites de mode 4, véhiculées par Homo sapiens.

## Variations climatiques et environnementales
Comme tout le Pléistocène, le Paléolithique moyen est marqué par d'importantes fluctuations climatiques globales caractérisées par des alternances de phases glaciaires et interglaciaires, comportant elles-mêmes d'importantes oscillations plus ou moins longues.
L'Europe a connu pendant cette période des climats très variés :
- tempéré, favorisant le développement du couvert forestier (SIO 5e, 7, et 9) ;
- frais, marqué par l'apparition de prairies arbustives (SIO 5d-5a) ;
- froid, à végétation steppique (SIO 3) ;
- glacial, accompagné d'une végétation de type toundra (SIO 4, 6, et 8).

Les phases les plus froides s'accompagnent de régressions marines, entraînant d'importantes modifications des lignes de rivage et permettant par exemple le passage de l'Europe continentale aux actuelles Îles Britanniques.
Pendant les phases glaciaires, les latitudes plus méridionales en Afrique et en Asie conservent un climat tropical à tempéré, mais marqué cependant par la chute des précipitations et une sécheresse durable, ce qui réduit sensiblement les ressources végétales accessibles notamment aux humains.

## Principales caractéristiques des outillages
Le Paléolithique moyen est marqué par l'apparition d'un ensemble de traits culturels nouveaux : il voit par exemple se généraliser et se diversifier l'utilisation des outils retouchés (pointes, racloirs, denticulés, grattoirs, etc.), et différentes techniques de débitage laminaire.
Les outils en pierre du Paléolithique moyen peuvent être réalisés en utilisant deux types d'opération de taille :
- Le premier type d'opération de taille est le façonnage, c'est-à-dire la taille progressive d'un bloc ou d'un gros éclat en un seul outil.
- Le deuxième type d'opération est le débitage, c'est-à-dire que les outils sont réalisés à partir d'éclats débités aux dépens de blocs de matière première préparés, appelés nucléus. Cette façon de procéder permet généralement d'extraire plusieurs éclats d'un même nucléus.

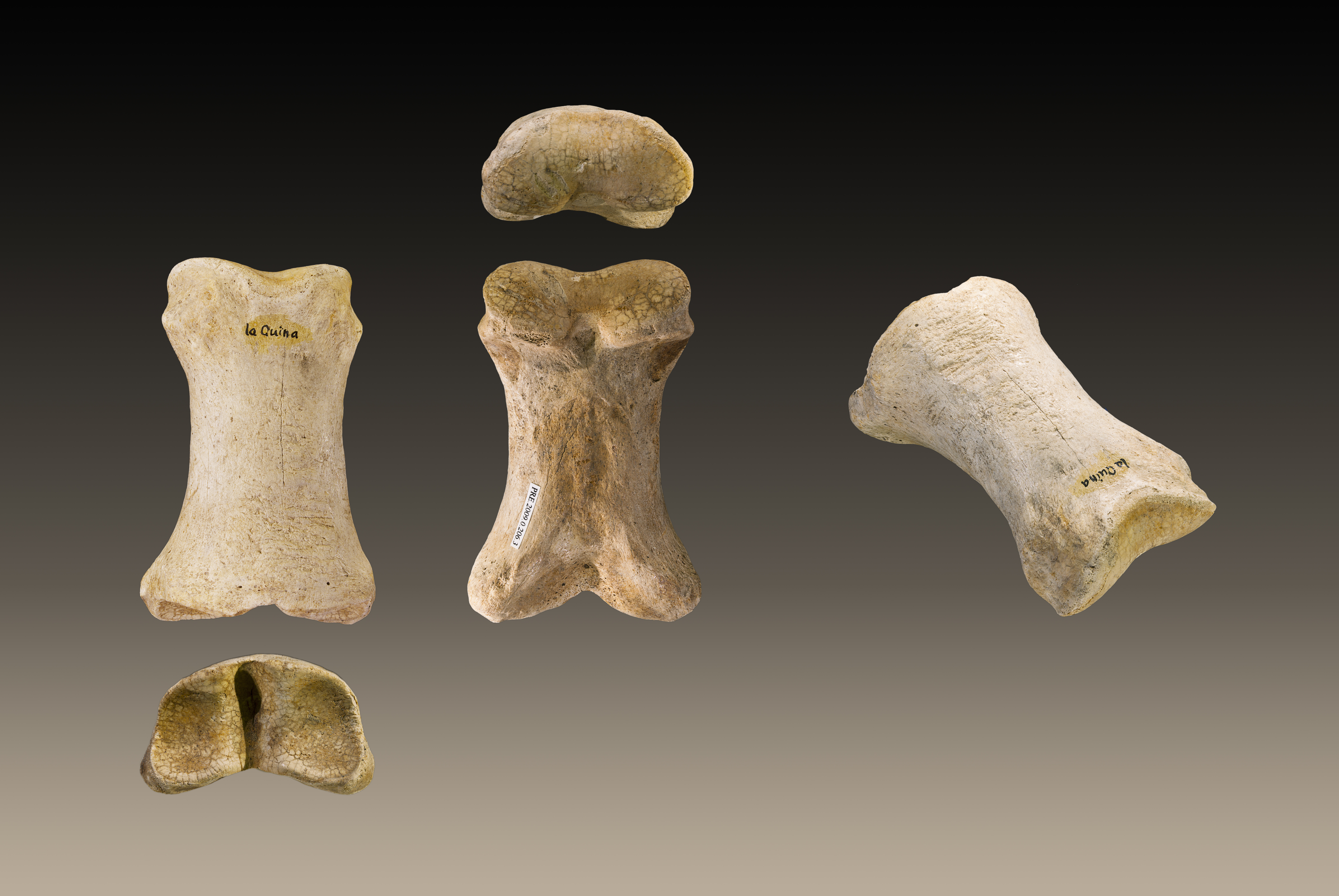
Retouchoir de La Quina,
Muséum de Toulouse.

Plusieurs méthodes de débitage ont été identifiées pour le Paléolithique moyen :
- Identifiée dès le XIXe siècle et relativement bien connue, la méthode Levallois est caractérisée par la possibilité de débiter de façon répétée des éclats dont les caractéristiques morpho-techniques ont été prédéterminées avant leur détachement par la mise en forme du nucléus lors de sa préparation.
- La méthode Quina (du nom du site de La Quina) produit des éclats épais à section asymétrique. Avec un percuteur dur frappant assez loin du bord du nucléus, non spécialement préparé, des éclats souvent couverts de cortex sont détachés d'une face, puis d'une autre et ainsi de suite. Les éclats sont ensuite retouchés, généralement en racloir Quina dont l'épaisseur favorise la solidité. Certains éclats deviendront même des matrices de production de petits éclats courts et épais. Ce type de débitage est présent dans le sud de la France entre 50 000 et 40 000 ans avant le présent. Le débitage Quina semble avoir été utilisé tout particulièrement durant les périodes de refroidissement, aussi appelées glaciations.
- La méthode laminaire produit, comme son nom l'indique, des lames et des éclats laminaires. Bien qu'elle ne se généralise qu'au Paléolithique supérieur, cette méthode est documentée ponctuellement dès 200 000 ans avant le présent. Elle permet l'exploitation de volumes de silex moyennant un entretien minimal du nucléus, alors que la méthode Levallois permettait l'exploitation de surfaces convexes successives au prix d'un entretien couteux en matière première.
- L'existence de débitages ramifiés a récemment été mis en avant pour le Moustérien, le principal faciès culturel du Paléolithique moyen. Dans le cadre de tels schémas, les nucléus produisent une première génération d'éclats qui sont à leur tour utilisés comme nucléus pour produire une seconde génération d'éclats. Cette dernière génération d'éclats est ensuite retouchée pour réaliser un outillage de type microlithique.

L'emploi des différentes techniques de débitage, dont notamment la méthode Levallois, est l'un des principaux critères utilisés pour reconnaitre sur un site une industrie du Paléolithique moyen.

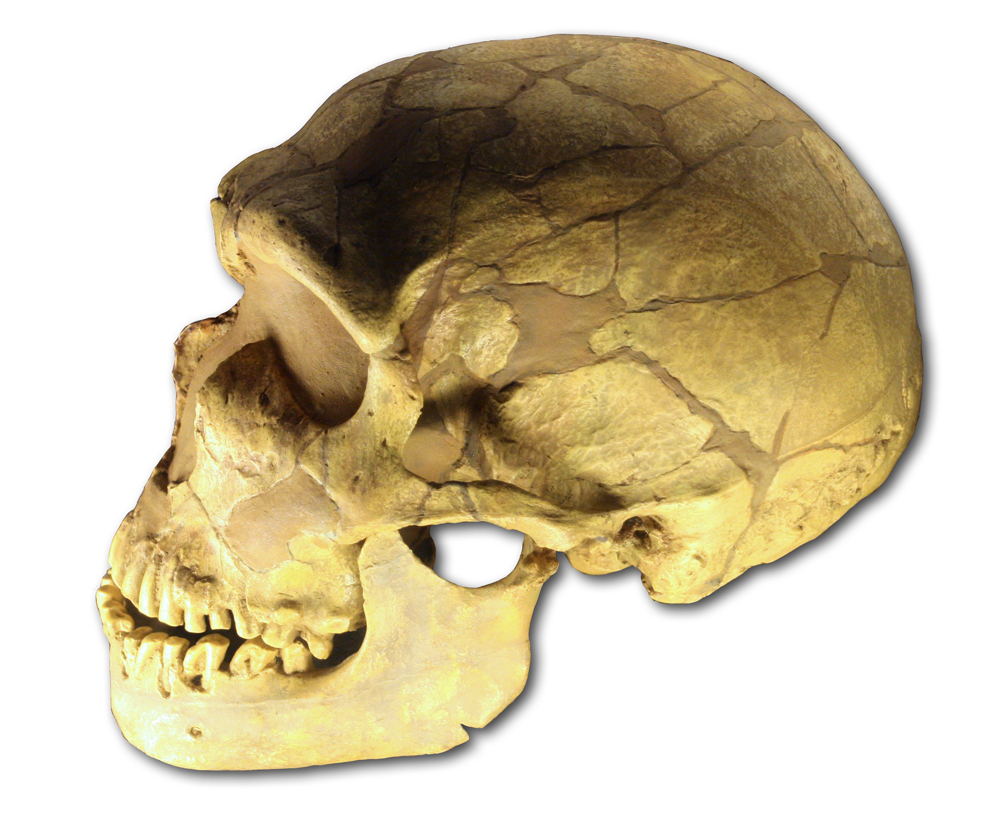
L'Homme de Néandertal de La Ferrassie (Dordogne).

## Les acteurs du Paléolithique moyen
En Europe, en Afrique du Nord, et au Moyen-Orient, la principale manifestation du Paléolithique moyen est l'industrie lithique moustérienne. Le Moustérien est mis en œuvre par l'Homme de Néandertal en Europe, par Homo sapiens en Afrique du Nord, et par les deux espèces alternativement au Moyen-Orient.
Le Paléolithique moyen est aussi marqué par un certain nombre de comportements évolués, tels que la chasse de grands herbivores (rennes, bisons, aurochs, chevaux), parfois avec rabattage de troupeaux vers des pièges naturels,, la sélection et le transport des silex de très bonne qualité sur des distances pouvant aller jusqu'à une centaine de kilomètres, ou encore l'aménagement de l'habitat, dont témoignent des restes de cabanes ou des foyers construits, autant en plein air que sous abri (même si dans ce dernier cas les vestiges sont généralement plus fréquents et mieux conservés).
On voit en Afrique et en Europe dès le Paléolithique moyen des préoccupations d'ordre esthétique, telles que l'usage d'ocre, la collecte de fossiles insolites ou de minéraux rares, et la réalisation après 100 000 ans AP de gravures ou d'incisions non figuratives (voir l'article « Art préhistorique »). Le plus ancien dessin connu au monde est daté de 73 000 ans. Il a été découvert dans la grotte de Blombos, en Afrique du Sud.
Homo sapiens et l'Homme de Néandertal semblent, à partir d'environ 120 000 ans AP pour le premier, un peu plus tard pour le second, avoir eu leurs premières préoccupations d'ordre spirituel : en effet, plusieurs squelettes humains de cette époque et postérieurs ont été découverts dans des sépultures, parfois accompagnées de dépôts sans doute rituels d'outils ou de cornes animales.